# Nydqvist och Holm

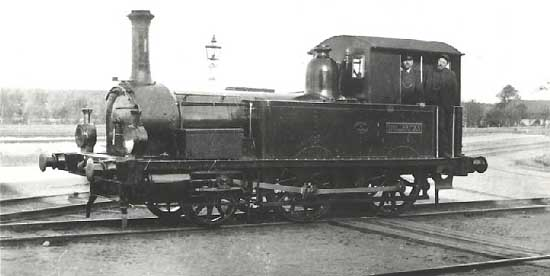
Erste Lokomotive von NOHAB

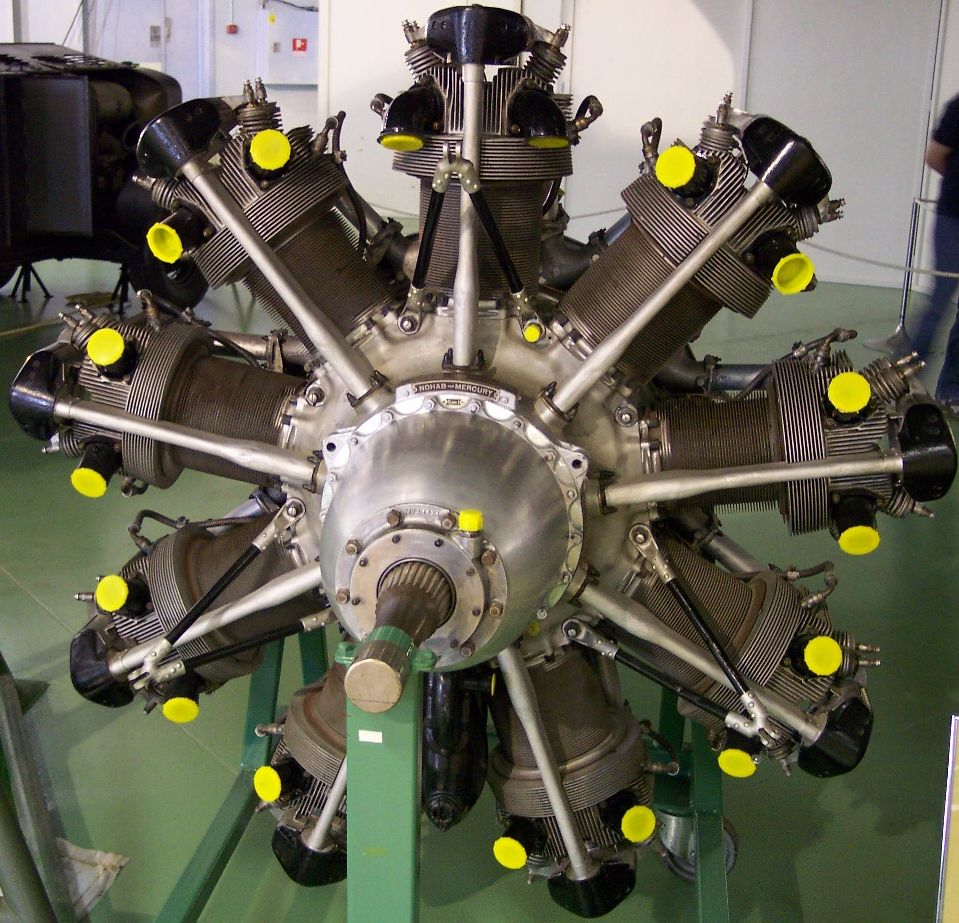
NOHAB-Mercury-Sternmotor

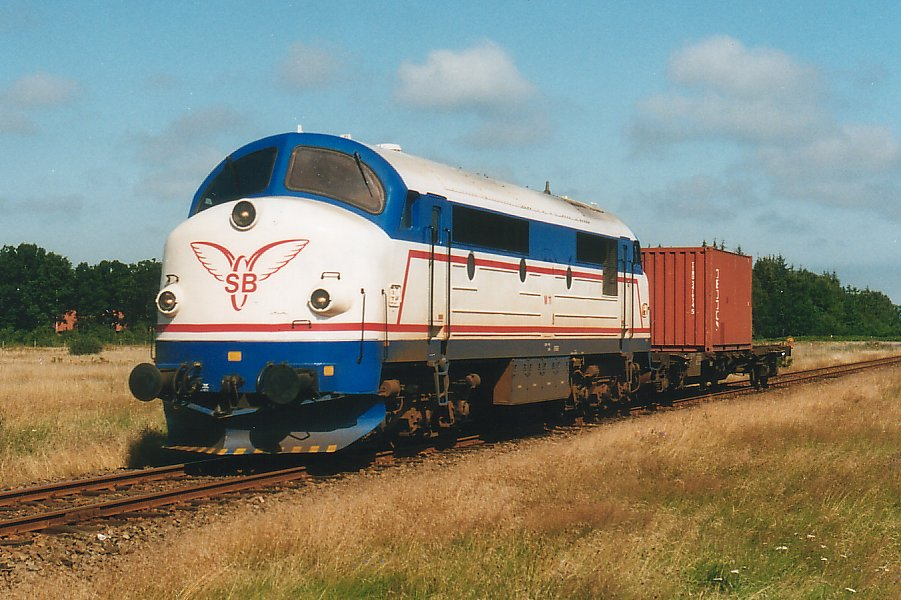
Diesellokomotive NOHAB AA16, Lizenzbau der amerikanischen EMD-F7-Lokomotive

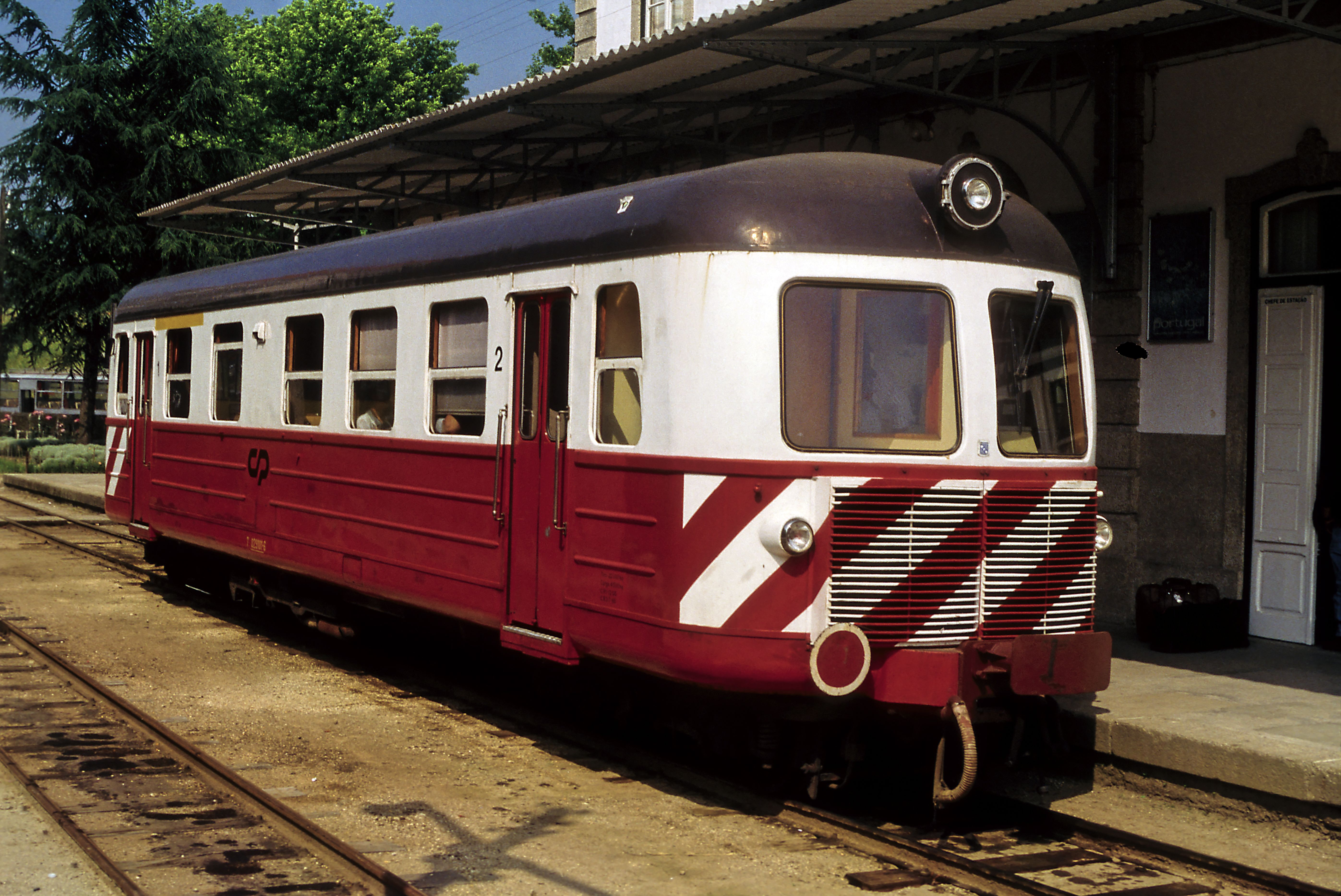
Meterspuriger Dieseltriebwagen der CP-Baureihe 9100 von NOHAB in Amarante (Portugal), 1996

Die Nydqvist och Holm AB (Abkürzung NOHAB bzw. NoHAB) war ein schwedisches metallverarbeitendes Unternehmen mit Sitz in Trollhättan.

## Geschichte

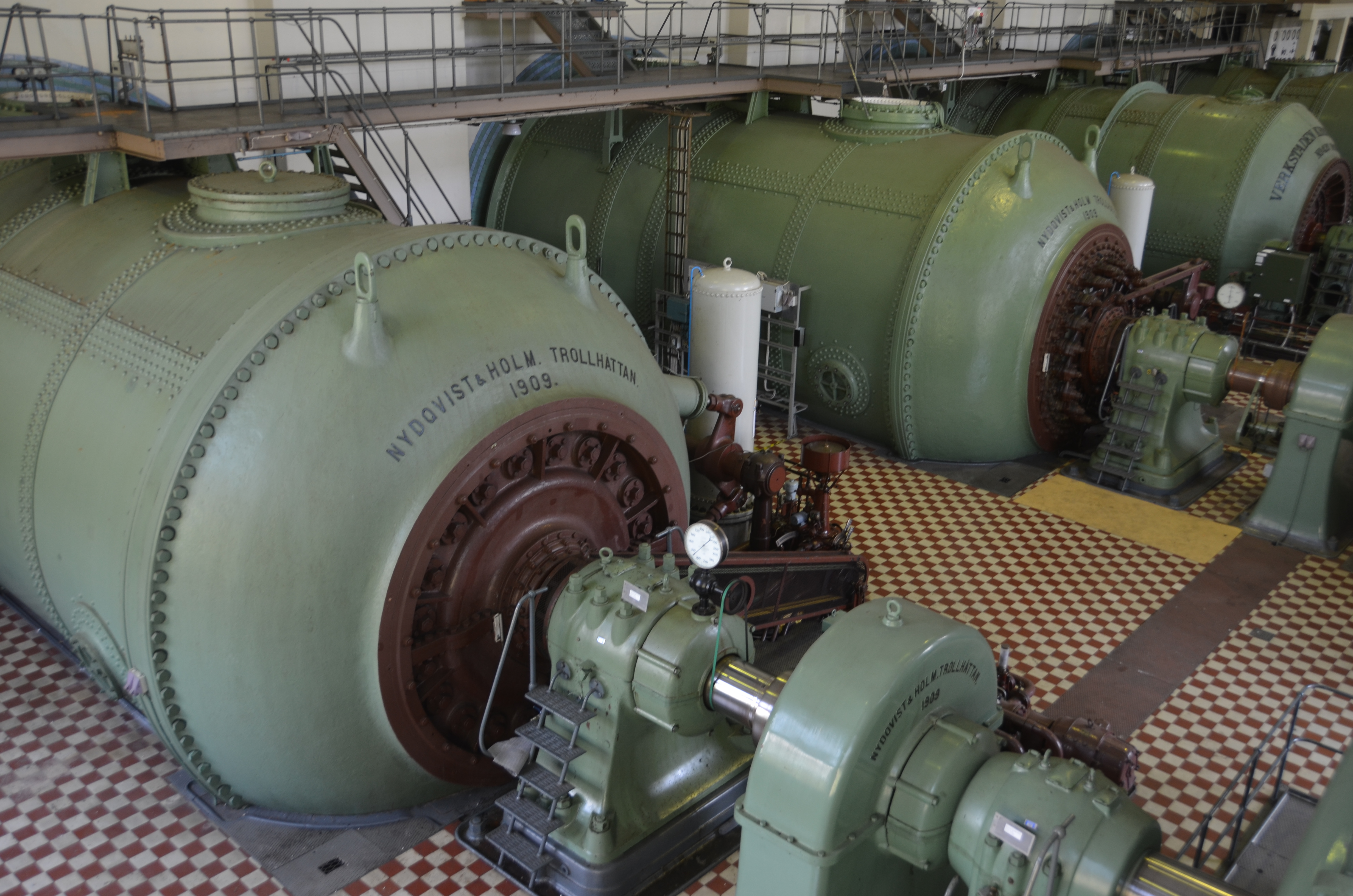
Generatoren an Francisturbinen (nicht im Bild) im Wasserkraftwerk Olidan vom Jahr 1909

Das Unternehmen geht auf die 1847 von Antenor Nydqvist, Johan Magnus Lidström und Carl Olof Holm gegründete Trollhättans Mekaniska Verkstad zurück, die zunächst Wasserturbinen herstellte, für die Nydquist mehrere Patente besaß. Mit zunächst neun Angestellten konnte der erste Auftrag für den Bau von Teilen für den Trollhätte-Kanal gesichert werden. Die Unternehmung expandierte schnell.
Lidström verließ das Unternehmen 1850. Daraufhin firmierte es unter Nydqvist och Holm AB. Neben den Turbinen wurden auch Maschinen für die Landwirtschaft und Dampfmaschinen gefertigt, die in Lokomotiven und Lokomobilen verwendet wurden. 1865 wurde die erste eigene Lokomotive hergestellt. 1867 schied auch Holm aus dem Unternehmen aus. 1906 übernahm Herman Nydqvist, der Sohn des Firmengründers, die Firmengeschicke. 1912 konnte die 1000. Lokomotive geliefert werden. Nydquist führte das Unternehmen bis 1916 alleine, dann stieg Svenska Kullagerfabriken (SKF) in das Unternehmen ein. 1920 gelang es, einen Auftrag aus der Sowjetunion zu sichern, die 1000 Lokomotiven der Baureihe Эш bestellte. Der Auftrag wurde später auf 500 gekürzt. Zu diesem Zeitpunkt waren 2641 Mitarbeiter im Unternehmen beschäftigt. Da es keinen Anschlussauftrag gab, kam das Unternehmen vorübergehend in wirtschaftliche Schwierigkeiten. Es begann 1926 auch mit der Fertigung von Dieselmotoren. 1927 waren nur noch 395 Personen beschäftigt.
Anfang der 1930er-Jahre wurde die Tochtergesellschaft NOHAB Flygmotorfabrik AB gegründet, die von der Bristol Aeroplane Company Lizenzrechte für die Fertigung von Flugtriebwerken des Typs Bristol Jupiter und Bristol Mercury erwarb. Die Produktion begann 1933. 1937 wurde diese Tochter Teil von Saab, bevor sie 1941 von Volvo und Bofors gekauft und in Svenska Flygmotor AB umbenannt wurde.
1935 startete NOHAB eine Zusammenarbeit mit Bofors. Man begann mit der Fertigung von Traktoren und Bussen. Mit dem Beginn des Zweiten Weltkrieges wurde die Produktion auf Rüstungsgüter umgestellt.
Die letzte Dampflok verließ 1953 die Werkshallen. Bis dahin wurden bereits 2300 Dampf- und E-Loks in Trollhättan hergestellt.
Nach dem Ende des Krieges erwarb NOHAB den Dieselmotorzweig von Atlas und konnte sich 1949 mit General Motors über die Lizenz-Fertigung des Lokomotivtyps AA16 einigen, einer Version für Europa der US-Standardlok der EMD-F-Serie. Dieser Typ war zunächst für Dänemark vorgesehen, wurde in den 1950er- und 1960er-Jahren produziert und zunächst nach Dänemark, später dann aber auch unter anderem nach Norwegen und Ungarn exportiert.
Die Produktionspalette wurde ab 1966 um den Panzer Stridsvagn 103 erweitert. Auch begann das Unternehmen mit der Herstellung von Gabelstaplern, Kränen und Druckmaschinen. Zusammen mit ASEA beteiligte es sich an der Fertigung der schwedischen Kernkraftwerke.
Mitte der 1970er-Jahre zeichneten sich erneute wirtschaftliche Schwierigkeiten ab. Das Kerngeschäft des Lokomotivbaues entwickelte sich stark rückläufig. 1978 übernahm Wärtsilä 51 % der Aktien. 1979 verließen die letzten Lokomotiven der Statens-Järnvägar-Baureihe Rc das Werk und es begann ein Einzelverkauf der Geschäftszweige. Wartsilä gründete 1979 die neue Gesellschaft NOHAB Diesel AB. Die Druckmaschinen wurden ab 1981 von der GMA-NOHAB Printing AB gebaut. Die Turbinenfertigung ging an die Aker Kvaerner. Zubehör für Schienenfahrzeuge fertigte fortan die Kalmar NOHAB AB. Weitere kleine Geschäftsfelder wurden von ehemaligen Angestellten in einem Management-Buy-out übernommen.
Heute existiert von dem Konzern nur noch die NOHAB Industri AB, die Metallbearbeitungen durchführt.